# جون رودمان
جون رودمان (بالإنجليزية: John Rodman)‏ هو محامي أمريكي، ولد في 1775 في الولايات المتحدة، وتوفي في فبراير 1847 في نيو برونزويك في الولايات المتحدة.